# Emil Anka
Emil Anka (ur. 20 stycznia 1969 w Gyuli) – węgierski szachista i sędzia klasy międzynarodowej (International Arbiter od 2004), arcymistrz od 2001 roku.

## Kariera szachowa
Znaczące rezultaty w turniejach międzynarodowych zaczął osiągać w połowie lat 90. XX wieku. W 1996 r. zwyciężył w turnieju First Saturday (edycja FS08 IM) w Budapeszcie, w 1998 r. podzielił IV m. (za Erikiem van den Doelem, Aleksiejem Barsowem i Aleksandrem Bierełowiczem, wspólnie z m.in. Friso Nijboerem i Walerijem Beimem) w Dieren, w 1999 r. podzielił I m. (wspólnie z Józsefem Horváthem i Siergiejem Gałduncem) w Bischwillerze, natomiast w 2001 r. zwyciężył w Budapeszcie (turniej Elekes Memorial). W 2002 r. triumfował w otwartym turnieju w Trzyńcu oraz był trzeci w Budapeszcie (za Humpy Koneru i Jewgienijem Postnym), w 2003 r. ponownie zwyciężył w Budapeszcie (turniej Schneider Memorial), a w 2004 odniósł dwa sukcesy, dzieląc I m. w Paksie (wspólnie z Tomášem Polákiem i Pavlem Simackiem) oraz w Mc Minville (memoriał Arthura Dake'a, wspólnie z Witalijem Gołodem). W kolejnych latach nie odnotował sukcesów indywidualnych, skupiając się na startach w drużynowych rozgrywkach we Francji oraz na Węgrzech.
Najwyższy ranking w karierze osiągnął 1 lipca 1999 r., z wynikiem 2487 punktów zajmował wówczas 20. miejsce wśród węgierskich szachistów.